# II (álbum de Lords of Black)
II es el segundo álbum de estudio de la banda de power metal española Lords of Black, publicado el 18 de marzo de 2016, bajo el sello discográfico italiano Frontiers Records.
Al igual que su disco anterior, fue coproducido por Tony Hernando y Roland Grapow , y mezclado y masterizado por este último en su estudio personal en Zvolenská Slatina, Eslovaquia. 
El álbum fue grabado como trío por  Ronnie Romero, Tony Hernando y Andy C., ante la salida del bajista Víctor Durán en 2015. Su sustituto, Javi García, aún no era parte del grupo durante las sesiones de grabación, así que la grabación del bajo fue de nuevo asumida por Hernando. Sin embargo, García aparece en las fotografías del disco y vídeos musicales posteriores.

## Contenido
Canciones como “Merciless”, “Everything You’re Not”, “Insane”, “New World’s Coming” y “Shadows of War”  muestran el sonido pesado y complejo de la banda, pero a su vez melódico.  
“The Art of Illusions Part III: The Wasteland”, es la conclusión a la trilogía que comenzó en el álbum de debut, mientras que la canción "Cry No More" es inspirada y dedicada a la memoria del músico irlandés Phil Lynott. 
"Lady of the Lake»" (incluida como un bonus track en la versión en CD) es un cover de Rainbow, incluido en el álbum Long Live Rock 'n' Roll (1978). "IInnuendo" es un cover de Queen, disponible únicamente para la descarga digital del álbum. 
El disco fue promocionado con tres vídeos musicales para las canciones  "Merciless", "Everything You're Not" y "Cry No More".

## Lista de canciones
Letra y música de todos los temas por Tony Hernando, excepto donde se indica

Todas las canciones escritas y compuestas por Tony Hernand. 
| N.º | Título                                          | Letras                        | Música  | Duración |  |
| 1.  | «Malevolently Beautiful (Intro)» (Instrumental) |                               |         | 0:48     |  |
| 2.  | «Merciless»                                     |                               |         | 5:13     |  |
| 3.  | «Only One Life Away»                            |                               |         | 6:10     |  |
| 4.  | «Everything You're Not»                         |                               | Andy C. | 4:20     |  |
| 5.  | «New World's Comin'»                            |                               |         | 4:37     |  |
| 6.  | «Cry No More»                                   |                               |         | 4:52     |  |
| 7.  | «Tears I Will Be»                               |                               |         | 6:16     |  |
| 8.  | «Insane»                                        |                               |         | 4:40     |  |
| 9.  | «Live by the Lie, Die by the Truth»             |                               |         | 4:28     |  |
| 10. | «Ghost of You»                                  |                               |         | 9:04     |  |
| 11. | «The Art of Illusions Part III: The Wasteland»  | Ronnie Romero / Tony Hernando |         | 4:51     |  |
| 12. | «Shadows of War»                                |                               |         | 4:15     |  |

### Bonus tracks
| Bonus tracks (solo en versión en CD) |                                    |                                |                         |          |  |
| N.º                                  | Título                             | Letras                         | Música                  | Duración |  |
| 13.                                  | «Lady of the Lake» (Rainbow cover) | Ronnie James Dio               | Dio / Ritchie Blackmore | 3:32     |  |
| 14.                                  | «Innuendo» (Queen cover)           | Freddie Mercury / Roger Taylor | Freddie Mercury         | 6:14     |  |

## Personal

### Lords of Black
- Ronnie Romero - Vocalista
- Tony Hernando - Guitarras, bajo, piano (adicional)
- Andy C. (Andrés Cobos) - Batería, piano, teclados

### Músicos invitados
- Victor Díez - Piano (adicional)

### Producción
- Tony Hernando y Roland Grapow - Producción.  Grabación, mezcla, masterización: Roland Grapow
- Anti Horrillo, Daniel Corregidor y Miguel Sanz - Grabación e ingeniería
- Felipe Machado Franco- Artworks
- Manuel Giménez- Layouts
- Antonio Garci - Fotografía